# Monaster Krka
Monaster Krka (chorw. Manastir Krka, serb. Манастир Крка, Manastir Krka) – prawosławny klasztor męski położony w dolinie rzeki Krka, w odległości 3 km na wschód od Kistanja w Chorwacji, w jurysdykcji eparchii dalmatyńskiej Serbskiego Kościoła Prawosławnego. Najbardziej znaczący ośrodek życia religijnego prawosławnych Serbów w Chorwacji, obiekt o szczególnym znaczeniu dla kultury serbskiej w Dalmacji. Znajduje się w obrębie Parku Narodowego Krka w środkowej części Dalmacji.

## Historia
Według serbskich publikacji prawosławnych monaster został ufundowany przez Helenę, córkę Stefana Urosza III i małżonkę chorwackiego księcia Mladena III Šubicia, a miało to miejsce w 1345 r. Inskrypcja o „odnowieniu” murów monasteru i znajdującego się w nim domu gościnnego przez protopopa Lazę Lazarevicia, w 1402 r., w czasie, gdy przełożonym wspólnoty był ihumen Mojżesz, widnieje nad wejściem do klasztoru. Jej autentyczność budzi jednak zasadnicze wątpliwości historyków, tak chorwackich, jak i serbskich; istnieje poważne prawdopodobieństwo, że inskrypcja została sfałszowana w II poł. XIX w. przez przełożonego monasteru ihumena Hieroteusza. Miał on polecić zniszczenie inskrypcji z 1702 r., umieszczonej na kamieniu na terenie klasztoru po renowacji jego budynków i umieszczenie jej nad wejściem do monasteru ze zmienioną datą 1402. Jeszcze w 1873 r. w schematyzmie serbskiej eparchii dalmatyńskiej zapisano, że czas i dokładne okoliczności powstania klasztoru są nieznane. Nie wspominano o fundacji Heleny, natomiast za początek historii prawosławnego klasztoru uważano r. 1402.
Na miejscu, gdzie znajduje się klasztor prawosławny, pierwotnie funkcjonował klasztor rzymskokatolicki (franciszkański). Jak pisał historyk Luka Jelić, przemawia za tym fakt, że jeszcze w 1598 r. wspominał o nim katolicki biskup Ninu. Jelić pisał, iż inskrypcja na stole ofiarnym w cerkwi klasztornej zawiera datę 1577 r., jednak napis ten – którego nie widział osobiście – nie przesądza o utworzeniu w tym roku w tym miejscu męskiej prawosławnej wspólnoty mniszej. W przekonaniu Jelicia wątpliwości nie ulegało jedynie istnienie budowli sakralnych w tym miejscu w XV-XVI w., jednak nie należały one do prawosławnych. W jego ocenie dopiero między r. 1598 a r. 1648 klasztor przeszedł w ręce mnichów serbskich tego wyznania. Według chorwackiego historyka Tihomira Rajčicia utworzenie prawosławnego monasteru Krka mogło nastąpić około 1577 r. w związku z restytucją Patriarchatu Serbskiego w Peciu. Mimo tych ustaleń historyków Serbski Kościół Prawosławny w dalszym ciągu przedstawia monaster jako istniejący od XIV w.; w takim tonie wypowiadał się również patriarcha serbski Ireneusz podczas swojej wizyty w klasztorze w 2015 r.
Według źródeł prawosławnych, w latach 1615–1647 działało przy nim seminarium duchowne, pierwsza tego typu szkoła w historii Serbskiej Cerkwi Prawosławnej. W wymienionym roku mnisi uciekli z klasztoru przed najazdem tureckim, chroniąc się w Zadarze i w Sremskich Karlovcach. Z pewnością byli to już mnisi prawosławni; tak stwierdzono w dokumencie z 25 sierpnia 1648 r. potwierdzającym czasowe przyznanie im prawa do korzystania z jednego z kościołów pod Zadarem. Jest to najstarszy dokument, który w sposób niepozostawiający wątpliwości wskazuje, że monasteru Krka należał do Serbskiego Kościoła Prawosławnego. Monaster został spalony; mnisi wrócili do niego w 1650 r. i w kolejnych latach odbudowali cerkiew i klasztor. Cerkiew była jeszcze przebudowywana w. XVIII i w takiej postaci się zachowała. W XIX w. w jej sąsiedztwie wzniesiono kaplicę św. Sawy, którą ufundował biskup dalmatyński Stefan z przeznaczeniem na własny grobowiec.
Monaster był nieprzerwanie czynny w międzywojennej Jugosławii i następnie po II wojnie światowej. W 1964 r. przy klasztorze uruchomiono dwuletnie kursy dla duchownych, w 1966 r. przekształcone w seminarium duchowne.
W czasie wojny w Chorwacji w latach 1991–1995 monaster został tylko nieznacznie uszkodzony, jednak wskutek chorwackiej operacji „Burza”, w toku której ludność serbską wypędzono z regionu Krajiny, pozostał pusty i pozbawiony wiernych. Pierwsi trzej mnisi powrócili do niego w 1998 r. Trzy lata później działalność wznowiło seminarium duchowne.
W monasterskiej cerkwi znajduje się ikonostas złożony z kilku części: górny rząd ikon uzupełniony został wizerunkami pochodzenia rosyjskiego, pozyskanymi w XVIII w. W klasztornej zakrystii znajduje się epitrachelion św. Sawy, wykonany za życia świętego, średniowieczne księgi, w tym Pateryk z 1346 r., wydania prac Dositeja Obradovicia i Vuka Karadžicia dedykowane monasterowi.